# Sant'Eusanio del Sangro
Sant'Eusanio del Sangro är en ort och kommun i provinsen Chieti i regionen Abruzzo i Italien. Kommunen hade 2 440 invånare (2018).